# Rauvolfia bahiensis
Rauvolfia bahiensis är en oleanderväxtart som beskrevs av A.Dc.. Rauvolfia bahiensis ingår i släktet Rauvolfia och familjen oleanderväxter. Inga underarter finns listade i Catalogue of Life.